# ناحیه ساتکیرا
ناحیه ساتکیرا (به لاتین: Satkhira District) یک ناحیه در بنگلادش است که در استان کولنا واقع شده‌است.

## خصوصیات
ناحیه ساتکیرا ۳٬۸۱۷٫۲۹ کیلومترمربع مساحت و ۲٬۰۷۹٬۸۸۴ نفر جمعیت دارد.